# Шварценбек
Шварценбек (њем. Schwarzenbek) град је у њемачкој савезној држави Шлезвиг-Холштајн. Једно је од 131 општинског средишта округа Херцогтум Лауенбург. Према процјени из 2010. у граду је живјело 14.949 становника. Посједује регионалну шифру (AGS) 1053116.

## Географски и демографски подаци
Шварценбек се налази у савезној држави Шлезвиг-Холштајн у округу Херцогтум Лауенбург. Град се налази на надморској висини од 44 метра. Површина општине износи 11,6 km². У самом граду је, према процјени из 2010. године, живјело 14.949 становника. Просјечна густина становништва износи 1.293 становника/km².

## Међународна сарадња
| Мјесто       | Држава     | Врста сарадње | Од    |
| ------------ | ---------- | ------------- | ----- |
| Делфзиге     | Холандија  | партнерство   | 1960. |
| Чезенатико   | Италија    | партнерство   | 1960. |
| Убена        | Француска  | партнерство   | 1955. |
| Сијер/Зидерс | Швајцарска | партнерство   | 1955. |
| Зелзате      | Белгија    | партнерство   | 1955. |
| Извор        |            |               |       |